# Neuvy-en-Mauges

Neuvy-en-Mauges este o comună în departamentul Maine-et-Loire, Franța. În 2009 avea o populație de 799 de locuitori.